# Simulium tshuni
Simulium tshuni es una especie de insecto del género Simulium, familia Simuliidae, orden Diptera.

## Distribución
Se distribuye por Rusia.

## Taxonomía
Fue descrita científicamente por Yankovsky, 2006. Fue publicada en Blackflies (Diptera, Simuliidae) of the Lapland State Biosphere nature reserve, with description of a new species of the genus Argentisimulium Rubzov et Yankovsky, 1982. 85(1): 226-234.